# USS Barton (DD-722)
USS Barton (DD-722) là một tàu khu trục lớp Allen M. Sumner được Hải quân Hoa Kỳ chế tạo trong Chiến tranh Thế giới thứ hai. Nó là chiếc tàu chiến thứ hai của Hải quân Mỹ được đặt theo tên Chuẩn đô đốc John Kennedy Barton (1853-1921). Nó đã hoạt động cho đến hết Thế Chiến II, và tiếp tục phục vụ sau đó trong Chiến tranh Triều Tiên và Chiến tranh Lạnh cho đến khi xuất biên chế năm 1968 và bị đánh chìm như mục tiêu ngoài khơi Virginia vào ngày 8 tháng 10 năm 1969. Barton được tặng thưởng sáu Ngôi sao Chiến trận do thành tích phục vụ trong Thế Chiến II, và thêm hai Ngôi sao Chiến trận khác trong Chiến tranh Triều Tiên.

## Thiết kế và chế tạo
Barton được đặt lườn tại xưởng tàu của hãng Bath Iron Works Corp. ở Bath, Maine vào ngày 25 tháng 5 năm 1943. Nó được hạ thủy vào ngày 10 tháng 10 năm 1943; được đỡ đầu bởi cô Barbara Dean Barton, cháu Đô đốc Barton, và nhập biên chế vào ngày 30 tháng 12 năm 1943 dưới quyền chỉ huy của Trung tá Hải quân J. W. Callahan.

## Lịch sử hoạt động

### 1944 - 1945
Barton khởi hành từ Norfolk, Virginia vào ngày 14 tháng 5 năm 1944, và đi đến Plymouth, Anh Quốc vào ngày 27 tháng 5 để tham gia Chiến dịch Neptune, hoạt động hải quân trong khuôn khổ cuộc Đổ bộ Normandy. Từ ngày 3 đến ngày 26 tháng 6, nó hoạt động bảo vệ, tuần tra và bắn hải pháo hỗ trợ cho cuộc chiến trên bộ, và vào chính ngày D 6 tháng 6, nó giải cứu 31 binh lính Hoa Kỳ từ chiếc tàu đổ bộ LCT-2498 bị chìm. Trong một cuộc đối đầu ngắn với các khẩu đội pháo bờ biển Đức quốc xã trong cuộc bắn phá Cherbourg vào ngày 25 tháng 6, chiếc tàu khu trục chịu đựng hư hại nhẹ khi hỗ trợ hải pháo trong trận chiến.
Quay trở về Hoa Kỳ vào ngày 10 tháng 7, Barton rời Norfolk không lâu sau đó để đi sang khu vực Mặt trận Thái Bình Dương, đi đến Trân Châu Cảng vào ngày 2 tháng 10. Nó tiếp tục đi sang phía Tây, gia nhập Đệ tam Hạm đội để tham gia cuộc chiếm đóng Philippines, bao gồm cuộc đổ bộ lên Ormoc từ ngày 9 tháng 11 đến ngày 8 tháng 12, lên Mindoro từ ngày 12 đến ngày 18 tháng 12, và lên vịnh Lingayen từ ngày 4 đến ngày 21 tháng 1, 1945. Được điều sang Đệ Ngũ hạm đội, chiếc tàu khu trục tham gia các đợt không kích xuống đảo Honshū tại chính quốc Nhật Bản từ ngày 10 đến ngày 19 tháng 2, và từ ngày 25 tháng 2 đến ngày 1 tháng 3; hỗ trợ cho cuộc đổ bộ lên Okinawa từ ngày 21 tháng 3 đến ngày 30 tháng 6; và cùng Đệ Tam hạm đội thực hiện những cuộc không kích cuối cùng xuống chính quốc Nhật Bản từ ngày 10 đến ngày 24 tháng 7.

### 1946 - 1953
Sau một lượt phục vụ ngắn cùng lực lượng chiếm đóng tại Nhật Bản, Barton quay trở về Seattle, Washington vào ngày 6 tháng 10, 1945. Nó hoạt động dọc theo vùng bờ Tây Hoa Kỳ cho đến tháng 6, 1946, khi khởi hành từ Oakland để đi đến đảo san hô Bikini tại vùng Trung tâm Thái Bình Dương. Con tàu tham gia Chiến dịch Crossroads, cuộc thử nghiệm bom nguyên tử từ ngày 15 tháng 6 đến ngày 10 tháng 8, và sau khi hoàn tất nó tiếp tục hoạt động tại vùng bờ Tây cho đến ngày 22 tháng 1, 1947, khi nó xuất biên chế và đưa về thành phần dự bị tại San Diego, California.
Barton được cho nhập biên chế trở lại vào ngày 11 tháng 4, 1949, gia nhập Đội khu trục 201 và hoạt động cùng Hạm đội Thái Bình Dương cho đến ngày 11 tháng 7, khi nó được điều động sang vùng bờ Đông, và đi đến Norfolk, Virginia vào ngày 5 tháng 8. Trong ba năm tiếp theo, con tàu hoạt động dọc theo bờ biển Đại Tây Dương, thực hiện hai chuyến đi đến vùng biển Caribe cùng một lượt phục vụ cùng Đệ lục Hạm đội tại Địa Trung Hải.
Đến ngày 15 tháng 5, 1952, Barton rời Norfolk và băng qua kênh đào Panama để hướng sang Triều Tiên, đi đến Yokosuka, Nhật Bản vào ngày 18 tháng 6. Nó gia nhập Lực lượng Đặc nhiệm 77 như thành viên của một đội đặc nhiệm tìm-diệt tàu ngầm để hoạt động ngoài khơi bờ biển phía Đông bán đảo Triều Tiên. Đang khi đối đầu với các khẩu đội pháo bờ biển đối phương tại đảo Hodo Pando vào ngày 10 tháng 8, nó bị một phát đạn pháo 105 mm (4 in) bắn trúng ống khói số 1, làm thủng một lổ hổng 4,5 ft (1,4 m) và khiến một thủy thủ tử trận cùng hai người khác bị thương. Con tàu được sửa chữa tại Yokosuka từ ngày 25 đến ngày 31 tháng 8 trước khi quay trở lại vùng biển Triều Tiên, tiếp tục phục vụ cùng Lực lượng Đặc nhiệm 77.
Đến ngày 16 tháng 9, Barton trúng phải một quả mìn và bị hư hại đáng kể, khiến năm thủy thủ mất tích và bảy người khác bị thương. Các biện pháp kiểm soát hư hỏng hiệu quả giúp con tàu tiếp tục nổi được và quay trở về Sasebo, Nhật Bản, nơi nó được sửa chữa tạm thời từ ngày 29 tháng 9 đến ngày 19 tháng 10. Con tàu quay trở về Hoa Kỳ qua ngã kênh đào Suez và về đến Norfolk vào ngày 12 tháng 12. Công việc sửa chữa toàn diện kết thúc vào ngày 15 tháng 8, 1953, và trong thời gian còn lại của năm, nó hoạt động dọc theo vùng bờ Đông và vùng biển Caribe.

### 1954 - 1957
Vào ngày 4 tháng 1, 1954, Barton lại lên đường đi sang Viễn Đông cho một lượt phục vụ khác cùng Đệ Thất hạm đội. Trong nhiều tháng, nó đã tuần tra tại vùng biển giữa Okinawa và Đài Loan, và phối hợp cùng với tàu ngầm Catfish (SS-339) trong các cuộc thực tập tìm-diệt tàu ngầm. Con tàu quay trở về Hoa Kỳ qua ngã mũi Hảo Vọng, viếng thăm Kenya, Nam Phi, Brazil và Trinidad trên đường đi trước khi về đến Norfolk vào ngày 10 tháng 8. Trong những năm tiếp theo, nó hoạt động thường lệ tại vùng bờ Đông, thực hành huấn luyện và cơ động tập trận cùng Hạm đội Đại Tây Dương, thường là tại khu vực ngoài khơi Virginia Capes và quần đảo Tây Ấn. Sau đợt đại tu tại Xưởng hải quân Charleston vào năm 1955, nó lại tham gia cùng Hạm đội Đại Tây Dương trong đợt huấn luyện tìm-diệt tàu ngầm trong ba tháng, nhằm chuẩn bị để được phái sang Châu Âu.
Barton khởi hành từ Norfolk vào ngày 28 tháng 7, 1956, đi đến vùng biển Địa Trung Hải vào ngày 7 tháng 8. Sau khi tham gia cuộc tập trận "Whipsaw" của Khối NATO, nó cùng tàu chị em Soley (DD-707) đi đến cảng Port Said, Ai Cập, rồi hộ tống một đoàn tàu vận tải băng qua kênh đào Suez và Hồng Hải để đi sang vùng vịnh Ba Tư; nó trải qua sáu tuần lễ hoạt động tuần tra cùng Lực lượng Trung Đông. Đến ngày 29 tháng 10, Barton và Soley rời vùng vịnh từ khu vực Abadan, Iran để vòng qua bán đảo Ả-rập và trở lại kênh đào Suez. Tuy nhiên xung đột bùng nổ đúng ngày hôm đó do vụ Khủng hoảng kênh đào Suez, hậu quả của việc Ai Cập quốc hữu hóa con kênh đào gây ra mâu thuẫn với Anh, Pháp và Israel. Kênh đào bị đóng do xung đột quân sự và bị ngăn trở bởi xác tàu đắm, nên hai chiếc tàu khu trục phải neo lại cảng Sitra, Bahrain, neo đậu vào ban đêm và thực hành chiến thuật và tác xạ vào ban ngày trong khi sẵn sàng can thiệp di tản công dân Hoa Kỳ khỏi khu vực nếu cần thiết. Cuối cùng vào ngày 12 tháng 12, nó được lệnh quay trở về nhà qua ngã mũi Hảo Vọng, về đến Norfolk vào ngày 5 tháng 2, 1957.
Sau một giai đoạn bảo trì, Barton lên đường vào ngày 14 tháng 3, cùng với tàu khu trục William M. Wood (DD-715) hộ tống cho Canberra (CAG-2) khi chiếc tàu tuần dương mang tên lửa điều khiển này đưa Tổng thống Dwight D. Eisenhower đến Bermuda cho một cuộc hội đàm với Thủ tướng Anh Harold Macmillan. Nó đảm trách việc vận chuyển phóng viên báo chí tường thuật hội nghị, và cùng với William M. Wood canh phòng ở lối ra vào cảng trong suốt thời gian diễn ra cuộc gặp gỡ.
Quay trở về Hoa Kỳ, Barton hoạt động tuần tra chống tàu ngầm và bảo trì tại Norfolk, trước khi đi vào ụ tàu để được đại tu lườn tàu tại Newport News, Virginia. Nó rời vịnh Chesapeake vào ngày 1 tháng 7 và lên đường cho một chuyến đi khác sang Địa Trung Hải, và sau nhiều tuần thực tập huấn luyện cùng các tàu chiến thuộc Đệ lục Hạm đội và các nước trong Khối NATO, nó thả neo tại Port Said trong đêm 20 tháng 9. Nó cùng tàu khu trục Soley (DD-707) băng qua kênh đào Panama vào ngày hôm sau để hướng sang vùng vịnh Ba Tư, và trải qua một tháng hoạt động cùng Hải quân Iran. Sau khi được tàu khu trục Laffey (DD-724) thay phiên, nó quay trở lại Địa Trung Hải tiếp tục tham gia ba cuộc tập trận khác cùng Khối NATO trước khi quay trở về Norfolk vào ngày 20 tháng 11.

### 1958 - 1968
Trong bảy năm tiếp theo, Barton luân phiên các hoạt động huấn luyện từ căn cứ với những lượt bố trí hoạt động cùng Đệ lục Hạm đội. Nó thực hiện bốn chuyến đi đến Địa Trung Hải, tám lượt viếng thăm quần đảo Tây Ấn cùng một lần viếng thăm Halifax, Nova Scotia, cũng như tham gia nhiều đợt huấn luyện tác xạ tại các đảo Culebra và Bloodsworth. Trên đường đi từ Norfolk đến khu vực biển Caribe vào ngày 5 tháng 2, 1958, nó được lệnh đi đến trợ giúp cho chiếc tàu buôn Panama SS Elefterio bị hư hại nặng. Đội kiểm soát hư hỏng của Barton đã không thể ngăn chặn việc ngập nước do một lổ thủng lớn trên Elefterio, nên nó đã chuyển lên tàu hành khách và thủy thủ đoàn của con tàu bị lâm nạn và đưa về Norfolk.
Vào năm 1962, Barton tham gia phục vụ cho Chương trình Mercury khi vào ngày 18 tháng 5, nó tham gia canh phòng cho chuyến bay lên quỹ đạo trái đất của phi hành gia John Glenn trong tàu Friendship 7. Đến cuối tháng 10, con tàu nằm trong số những tàu chiến của Hạm đội Đại Tây Dương được huy động trong vụ Khủng hoảng tên lửa Cuba, khi Tổng thống John F. Kennedy ra lệnh "cô lập" Cuba để đối phó với việc Liên Xô bố trí những tên lửa đạn đạo mang đầu đạn hạt nhân trên hòn đảo ngay sát cạnh Hoa Kỳ. Chiếc tàu khu trục đã tập trận cùng lực lượng đổ bộ tại Onslow Beach, North Carolina, sẵn sàng cho hoạt động khi cần thiết; và sau khi vụ khủng hoảng được giải quyết, nó quay trở về Norfolk.
Barton thực hiện một chuyến đi khác sang Địa Trung Hải vào năm 1963, và khi hoàn tất lượt bố trí vào cuối tháng 8, nó cùng với tàu khu trục Borie (DD-704) thực hiện chuyến viếng thăm thiện chí đến các cảng trong vùng biển Baltic nhân chuyến viếng thăm của Phó Tổng thống Lyndon B. Johnson tại khu vực Scandinavia. Con tàu đã mở cửa cho công chúng tham quan tại Copenhagen, Đan Mạch và Helsinki, Phần Lan trước khi lên đường quay trở về nhà vào ngày 10 tháng 9.
Barton được điều động sang Hải đội Khu trục Dự bị 30 vào tháng 4, 1965, và đảm nhiệm vai trò soái hạm cho hải đội này, đặt cảng nhà tại Philadelphia, Pennsylvania. Nó hoạt động chủ yếu trong vai trò huấn luyện cho nhân sự của Hải quân Dự bị Hoa Kỳ và viếng thăm một loạt các cảng như Fort Lauderdale, Port Everglades, West Palm Beach và Miami, Florida; Kingston, Jamaica; San Juan, Puerto Rico; Freeport, Bahamas; Bermuda; và Halifax, Nova Scotia. Vào tháng 7, con tàu đã viếng thăm Quebec và Montreal, Canada, rồi tiếp tục đi dọc theo tuyến đường thủy Saint Lawrence để viếng thăm Cleveland, Ohio cho một đợt huấn luyện kéo dài một tháng kết hợp với quảng bá những hoạt động của Hải quân.
Trong thời gian còn lại của quãng đời hoạt động, Barton hoạt động chủ yếu tại khu vực Philadelphia, Norfolk và vịnh Guantánamo, Cuba. Đến tháng 8, 1968, một ủy ban điều tra và khảo sát đã xác định tình trạng vật chất của con tàu ở ngoài mức có thể sửa chữa hiệu quả. Vì vậy nó được cho xuất biên chế vào ngày 30 tháng 9, 1968, và tên nó được cho rút khỏi danh sách Đăng bạ Hải quân vào ngày 1 tháng 10 cùng năm đó. Nó bị đánh chìm như một mục tiêu thực hành vào ngày 8 tháng 10, 1969.

## Phần thưởng
Barton được tặng thưởng sáu Ngôi sao Chiến trận do thành tích phục vụ trong Thế Chiến II, và thêm hai Ngôi sao Chiến trận khác trong Chiến tranh Triều Tiên.